# Tonny Trindade de Vilhena
Tonny Emilio Trindade de Vilhena, född 3 januari 1995 i Maassluis, Nederländerna, är en nederländsk fotbollsspelare av angolansk härkomst som spelar för Salernitana, på lån från Espanyol. Han har också spelat landskamper för de nederländska U15, U16, U17, U19 och U21-landslagen.

## Karriär
Den 20 juni 2019 värvades Vilhena av ryska Krasnodar. Den 17 januari 202 lånades Vilhena ut till spanska Espanyol på låneavtal över resten av säsongen. I juli 2022 utnyttjade Espanyol en köpoption i låneavtalet och värvade Vilhena på ett fyraårskontrakt.
Den 10 augusti 2022 lånades Vilhena ut till Serie A-klubben Salernitana på ett säsongslån.